# Godzisława
Godzisława – żeńska forma imienia Godzisław, nienotowana w źródłach staropolskich.  Jej formę pochodną mogło stanowić m.in. imię Gosława.
Godzisława imieniny obchodzi 24 grudnia.